# 福島核廢水排放後續國際反應

日本
支持
表示担忧但不反对
反对

日本政府决定于2023年8月24日开始，将经过多核素处理系统（简称ALPS）处理的福岛核废水排入太平洋，此举引发一系列国际反应。世界各国政府对排海行动的表态各异，中华人民共和国、朝鲜表示强烈反对。美国、欧盟、法国、新西兰、澳大利亚、阿根廷、英国、沙特阿拉伯等国则表示支持。太平洋岛国也对此反应不一，斐济、巴布亚新几内亚、帕劳、库克群岛表示支持，所罗门群岛、瓦努阿图则表示反对。
虽然排海计划已通过国际原子能机构（IAEA）检测和审查，部分民众仍未能信服于官方数据，日本及韩国均有政党、团体与民众表达抗议与担忧；中国大陆和港澳地区则广泛出现了盲目抢盐的风潮。东亚各地的民间舆论反应不一，排海事件被认为转趋政治化。
核废水排放前后，多方决定调整对日本食品的进口限制。美国、欧盟、英国、瑞士、新加坡等决定取消对日本食品的进口限制，台湾减弱了进口限制。核废水排放后，中华人民共和国、澳门加强了进口限制，其中中华人民共和国海关一度全面停止进口日本水产品，但2024年11月中共中央總書記習近平與日本首相石破茂會面後兩國達成共識。此外，少数几个国家决定加强对日本水产品的辐射监测。

## 国际组织

### 国际原子能机构
2021年4月13日，国际原子能机构总干事拉斐尔·马里亚诺·格罗西对日本处理福岛核电站核废水的决定表示欢迎，认为这符合国际标准，技术可行。他认为有控制地向大海排放核废水是核电站常规做法，表示这一决定将推动福岛核电站退役的进程。格罗西强调了水管理的重要性，包括以安全透明的方式处理，让所有利益相关者参与。他同时指出这是一个复杂的案例，尽管储水量庞大，但日本政府的决定符合全球惯例。他还强调核安全是国家的责任，希望日本政府以透明和开放方式与各方合作。此外，格罗西提到国际原子能机构为日本的环境监测工作提供支援，并派专家参与。
2023年7月4日，國際原子能機構提交一份长达140页的安全审查报道，该报告是原子能机构特别工作组近两年工作的成果，来自11个国家的国际公认核安全专家为此提供了咨询。安全审查的结论是，有關排放計劃符合原子能机构安全標準。格罗西补充说，“原子能机构注意到，按照东京电力公司目前的规划和评估，将处理水有控制地逐步排海对人和环境产生的放射性影响可以忽略不计。”
国际原子能机构在综合报告首页声明，原子能机构及其成员均不对使用该报告可能产生的后果承担任何责任。总干事拉斐尔·马里亚诺·格罗西在综合报告的前言中写道，排放福岛第一核电站储存的处理水是日本政府的国家决定，该报告既不是对该政策的建议，也不是对该政策的认可。他后来补充：“我们並非认可该计划或建议这样做。我们说该计划符合标准”，“我们不偏袒任何一方。我不站在日本一边，也不站在中国一边，也不站在韩国一边。标准适用于所有国家”。国际原子能机构在相关的执行概要中指出，一旦开始进行任何排放，特别工作组审查和评估的许多技术议题将需要原子能机构在不同时间重新审查，以评估ALPS处理水排放运行期间活动与相关国际安全标准的一致性。
格罗西在发布上述报告的新闻记者会上表示，报告不是以协商一致的形式做出的，科学专家和顾问小组“可能有也可能没有个人意见”，但他表示，没有一位专家直接向他提出担忧，当被问及专家们对报告内容是否满意时，格罗西说：“当然满意。如果有人不满意，他们应该说出来”。7月6日有报道称，有一名参与评估报告的中华人民共和国专家表达过不同意见。7月8日格罗西表示看到有报道称“有一位专家持有不同意见”，他不知道这有何意义，并表示参与编制报告的专家们从未向他表示过对相关内容有不同意见，专家之间没有分歧。
2023年7月，日本方面同意国际原子能机构在福岛第一核电站開設办公室。國際原子能机构工作人员將在那里常駐，以便他们能够继续在现场监测和评估排海活動。8月24日，在日本政府正式開始排放核污染水後，國際原子能機構在其官方網站上開設新頁面，提供福島第一核電站核污水排放的實時數據，包括水流量、輻射監測數據和稀釋後的氚濃度數據。8月29日，国际原子能机构负责人格羅西表示，福岛第一核电站排放的废水的氚含量低于预期水平，而且首批排放的廢水不包含任何有害水平的放射性核素，对民众没有构成威胁。

### 其它国际组织
3名聯合國人權與環境問題特別報告員发表联合声明，向日本政府可能低估了核污水中放射性元素表达关切。并根据科学家的研究，ALPS技術并未能完全处理核污水中的放射性元素达到规定水平以下，并且不能保证第二次处理会成功，因此可能会影響太平洋區域幾百萬人的生命和環境，呼吁日本政府履行國際義務，保護海洋環境。
太平洋島國論壇表示深切关注，并敦促日本重新考虑排放ALPS处理水的决定。
2023年8月24日，绿色和平发表声明谴责日本政府排放核废水的行为，并指责日本政府无视科学证据。绿色和平认为，日本政府對於ALPS技術處理能力過於樂觀。擔憂核廢水中鍶90、碳14、銫137、碘-129和鈷60等放射性物質會殘留在水中，並「輕易聚集於食物鏈」，長期下來累積攝取的量可能傷害人體健康。並認為日本政府必須對所有被處理過的核廢水進行測試，披露相關信息，才能確定廢水中仍否存在有害的放射性核素。
2023年8月24日，国际防止核战争医生组织（IPPNW）德国分部发表声明，严厉批评日本向太平洋排放核污水的行为，呼吁其停止排放。组织董事会成员约格·施密德谴责日本寻求“最便宜的”方案来缓解东京电力的压力，而没有考虑这种行为对人类和环境造成的后果。
國際黑客組織匿名者表示，為抗議東京電力公司福島第一核電站核污水排海計劃，該組織近期正對日本核能相關團體網站發起網路攻擊。此輪網路攻擊自2023年7月起趨於頻繁，日本原子能研究開發機構、日本原子力發電、日本原子力学会均成為匿名者的攻擊目標。根據日本安保企業NTT Security的說法，自2021年日本政府正式決定將核污水排入海洋後，匿名者公開將東京電力公司、日本經濟產業省、日本自民黨等列入網路攻擊目標名單。
2023年9月1日，欧盟发布关于将福岛第一核电站处理水排放入海的声明，声明称欧盟赞赏日本当局及时、透明地定期提供福岛第一核电站和处理水排放状况的最新信息。欧盟欢迎国际原子能机构（IAEA）于 2023年7月4日提交的综合报告，日本将处理后的水排放到海中的方法符合最高的国际核安全和放射性标准。日本的分析系统可持续且稳健，可以支持处理后水的排放过程。欧盟支持原子能机构不断努力提供技术援助，审查处理水排放的安全性并提供持续的独立监测。原子能机构的参与对于确保监测过程的可信度和透明度至关重要。

## 政府反应

### 态度反复或模糊

#### 韓國

##### 文在寅政府
韓國政府在2021年4月13日緊急召開副部級會議，國務調整室室長具潤哲在會後記者會表示對日本政府的決定表示遺憾；外交部亦在同日召見日本駐韓國大使館大使相星孝一表示抗議，並在之後召開記者會表示，韓國政府堅決反對日本政府的計劃，並指出該計畫為日本政府單方面的決定、未與韓國政府共享相關資訊。總統文在寅在翌日接受相星孝一所提交的國書後，對其表示韓國政府對日本政府決定的憂慮，並囑咐相星孝一向日本政府轉達韓國政府立場；此外，文在寅于当天上午指示各部门，积极研讨向国际海洋法法庭申请临时措施或提起申诉。韓國原子能安全委員會在4月20日表示，已於19日對日本原子能監管委員會發送對審查計劃、監管機構監控方案的質詢書，同時要求日本政府告知东京电力公司的污水处理计划，并对相关审查标准、程序、期限等提问。6月29日，韩国国会全体会议通过决议，谴责日本政府擅自決定將福島核廢水排入大海，表示决不会容许日本政府采取有损韩国公民健康的任何措施。

##### 尹錫悅政府
2023年5月11日，据韩国中央日报报道，韩国政府已经着手讨论将福岛核电站「污染水」这一官方用语改为「处理水」。事后，韩国外交部在同日表示韩国政府不曾讨论使用日本官方对福岛核电站核污水的称呼「处理水」。2023年6月，韩国政府决定加强对水产的辐射检测。首爾當局也將對學校的校餐進行全面輻射檢測。7月5日，韩国政府政策协调办公室官员表示，韩国尊重国际原子能机构的调查结果。7月7日，韩国方面表示，相信日本从被毁坏的福岛核电站释放经过处理的污染水的计划将符合国际标准。22日，韩国政府表示，认为处理水排放「没有科学上、技术上的问题」，同时说明称「并非给予赞成或支持」。韩国政府還表示，将在日本正式启动福岛核污染水排海之后加强海洋辐射环境监测。8月24日，韩国海洋水产部长官赵承焕表示日方决定排海在所难免，韩方不能不接受日方排海决定。8月25日，韩國政府表示將拓宽海洋放射性监测范围至太平洋公海。8月25日，韓國海洋水產部開始對韓國領海內15個地點進行海洋輻射污染調查。韓國教育部也於同日強調，過去三年來韓國1,1843所校園並未使用日本進口水產作為營養午餐的食材。8月28日，韓國總統府表示，因擔心日本核污水排海對韓國水產品消費產生負面作用，自該日開始將在政府大樓內部食堂午餐中提供韓國水產品，為期一周，在当日的午餐时段，韓國總統尹錫悅與韓國國務總理韩悳洙一同食用了水產品。8月29日，韓國外交部官員重申正在為促成中日韓峰會與重啟三國協商機制進行工作層磋商。8月30日，韓國國務總理韓德洙在國會舉行的預算結算特別委員會全體會議上，再度稱考慮將“核污水”的稱呼更改爲“處理水”，并稱“處理水”從科學的角度來看是正確的表達方式，韓國外交部長朴振當天也有類似表態。9月8日，韩国国务总理韓德洙驳斥有关日本福岛核污染水不安全的观点称，应该摒弃这种迷信、玄乎的无知思维。若无法摆脱这种思维，韩国绝对无法成为发达国家。他强调，应该相信100多个国家做出的科学决定，而不是个别学者的观点。没有科学依据的结论就是迷信。韓德洙表示，政府和国际原子能机构共同监督了排放过程，验证并监督日方是否按标准开展排海工作最为重要。
2023年5月下旬，由韓國專家等組成的考察團考察了福島第一核電站。考察團確認了處理水所含放射性物質的分析設備、排放前用海水稀釋處理水的設備等。7月11日，外交部发言人任洙奭表示，政府争取派专家常驻国际原子能机构在日本福岛第一核电站开设的办事处，但尚未就此进行具体磋商。而日方拒绝了这一要求；特别地，日方拒绝了韩方对核污染水“直接取样”的要求。8月24日，韩国国务总理韩德洙表示，根据达成的协议，政府将每两周一次向国际原子能机构驻日办事处派遣专家确认情况。8月27日，韩国3名专家启程前往日本检查福岛第一核电站的排污情况。8月29日，韩国政府表示将“灵活讨论专家赴福岛检查排污事宜”：排污初期尽可能每两周去确认一次情况，韩方专家不会定期赴现场检查。
2024年8月21日，韩國国务调整室国务第一次长表示，日本核污水排海1年以來，未发现任何核辐射超标的事例。

#### 中華民國

臺灣原能會核研所和中央氣象局對於日本福島第一核電廠含氚核處理水（ALPS處理水）的排放歷史洋流模擬擴散時間動態分析

行政院原子能委員會在2021年4月13日稱對日本政府所做出排放核廢水的決定深感遺憾。外交部亦在同日表示，已多次向日本政府關切此案，並指出將傳達環保團體的憂慮，要求日本政府正視各界的多元意見，未來2年內將持續表達關切、關注相關動向。翌日，行政院原子能委員會表示，日本台灣交流協會在日本政府決定的前一日有拜會說明，行政院原子能委員會主任委員謝曉星當面交付具名的反對海洋排放信函，分別要求日本政府必須量測包括台灣附近的公海海域內的海水及海生物的放射性活度變化、雙方應該更加強海洋排放監測及評估相關技術交流與資訊分享及提供原子力規制委員會對東京電力公司海洋排放執行方案相關的中文申請文件、審查進度及審查結果等資料。
2021年4月17日，外交部發言人歐江安在外交部例行記者會表示，外交部已將主管機關的反對意見向日方提出嚴正交涉、要求日方正視台方權益，日方均已瞭解台灣立場及訴求；並指出，外交部將依據《台日核能管制資訊交流備忘錄》，持續要求日方即時且透明向中華民國政府提供相關資訊。
2023年7月6日，台灣日本關係協會副秘書長陳志任在外交部的例行記者會上表示，台灣考察團已三度赴日了解相關排放核處理水進程，未來政府將持續敦促日方，在符合國際標準及規範下，執行排放作業。8月24日，行政院發言人指出，根據原能會核研所和中央氣象局的模擬，核處理水在一至兩年內到達臺灣附近海域，氚濃度在四年後達到峰值的每公升0.000001貝克，遠低於臺灣海域的背景值每公升0.5貝克，其影響「已至可忽略的程度」，但政府也將持續監測情況。

#### 中華人民共和國
中華人民共和國外交部對於日本政府在2021年4月13日所做出的決定表示強烈譴責，並表示核廢水的排放計畫是極為不負責任的表現，並指出日本政府不顧反對聲浪作出相關決定。4月14日，外交部发言人赵立坚在外交部例行记者会表示，「海洋不是日本的垃圾桶，太平洋也不是日本的下水道」，日方应重新审视福岛核电站核废水处置问题，在同各利益攸关方和国际原子能机构充分协商并达成一致前，不得擅自启动排海。2021年4月15日，外交部部长助理吴江浩召见日本驻中华人民共和国大使垂秀夫，就日方作出福岛核废水排海决定提出严正交涉，表示有关决定「涉嫌违反国际法和国际规则，不是现代文明国家所为」；同日，商务部发言人高峰表示，商務部将密切跟踪事态发展，保障消费者的安全。
2022年9月19日，有记者在外交部例行记者会上表示，东京电力公司一度表示，对净化后的福岛核电站核污染水进行采样分析，发现锶-90的活度浓度约为日本国家标准值的3倍；外交部发言人毛宁表示，中华人民共和国再次敦促日方停止强推核污染水排海。
2023年2月27日，外交部部长秦刚在联合国人权理事会高级别会议表示，福岛沿岸拥有世界上最强的洋流，核污染水排海十年后，有关放射性核素将蔓延至全球海域，「这不是日本一家的私事」；各国应敦促日本政府，正视国际社会合理关切，履行应尽国际义务，以公开、透明、科学、安全的方式处置核污染水。2023年3月6日，中华人民共和国常驻维也纳联合国和其他国际组织代表团代表李松在国际原子能机构三月理事会会议上表示，日本不得擅自启动福岛核污染水排海。2023年6月，中华人民共和国驻日本使馆发言人再度反對福岛核污染水排海。中華人民共和國外交部发言人汪文斌表示，日本政府开始试运行核污染水排海设施，标志着日方冒天下之大不韪，朝着单方面强行向海洋排放核污染水又迈进了一步。
7月4日，中華人民共和國外交部表示，對國際原子能機構仓促出台报告表示遗憾。7月5日，中華人民共和國外交部发言人汪文斌表示国际原子能机构报告不能成为日方排海的「护身符」和「通行证」。8月9日，中华人民共和国常驻维也纳联合国和其他国际组织代表团发布《中国代表团关于日本福岛第一核电站事故核污染水处置问题的工作文件》，提到「日本政府曾讨论地层注入、海洋排放、蒸汽排放、氢气排放和地下掩埋五种处置方案」，「执意选择经济代价最小的排海方案」，「日方多核素处理系统（ALPS）以往运转情况看，已证明无法有效去除氚、碳-14等放射性核素」，「日方自己公布的数据，经ALPS处理的核污染水仍有约70%未达到排放标准」，「东京电力公司近年来曾多次隐瞒、篡改核污染水数据。机构仅基于日方单方面提供的数据和信息开展审查评估，仅对日方采集的少量核污染水样本开展实验室间比对分析」。
8月22日，在日本宣佈排海日期後，中華人民共和國外交部發言人汪文斌指責日本政府此舉是「極端自私，極不負責任」。同時中華人民共和國外交部副部長孫衛東召見日本駐中華人民共和國大使垂秀夫，就日本政府宣布將於8月24日啟動福島核污染水排海提出嚴正交涉。海关总署决定自2023年8月24日起全面暂停进口原产地为日本的水产品。日本首相岸田文雄表示已通过外交渠道向中华人民共和国提出交涉，要求立即撤销進口禁令。8月23日，汪文斌再次就福岛核废水排海表示严重关切和强烈反对，强烈敦促日方撤销错误决定，停止强推核污染水排海计划。并表示「不希望2023年8月24日成为海洋环境的灾难日」。翌日，在日本正式启动福岛核事故污染水排海后，中华人民共和国外交部发言人发表谈话，再次表示坚决反对和强烈谴责，并已向日方提出严正交涉，要求日方停止这一错误行为。8月25日，中华人民共和国常驻联合国副代表耿爽在联合国大会关于日本福岛核污染水排海问题会议上表示，中华人民共和国呼吁国际社会共同敦促日本政府纠正错误决定，立即停止核污染水排海。8月30日，中华人民共和国外交部部长助理、发言人华春莹在X上连发四帖警告日本应在为时已晚之前停止核污水排海。
9月6日，中华人民共和国国务院总理李强在雅加达出席东亚合作领导人系列会议期间，应约与日本内阁总理大臣岸田文雄简短交谈。李强在交谈与会议发言中表示，核污染水处置关乎全球海洋生态环境、民众健康和子孙后代利益，日本应当忠实履行自己的国际义务，同邻国等利益攸关方充分协商，以负责任的方式处置核污染水。9月7日，中华人民共和国驻日本国大使馆在回答记者提问时表示，日方委托国际原子能机构秘书处对日方自行采集的核污水样本进行过分析和实验室对比，但中華人民共和國未受邀参加。9月11日，中華人民共和國常駐維也納聯合國和其他國際組織代表李松在國際原子能機構9月理事會上敦促日方接受嚴格國際監督。李松表示，日方並未要求IAEA全面評估除排海以外的其他選項，IAEA相關安全評估屬技術援助和諮詢性質，不具國際法效力。日方則反駁中華人民共和國上述言論是政治化及情緒化。12日，中華人民共和國外交部發言人毛寧表示，任何監測都賦予不了日方想要的排海正當性和合法性，日方應立即停止向世界轉嫁核污染風險。
2024年9月，在中日双方的十余轮磋商后，日本方面表示“欢迎在国际原子能机构框架下设立覆盖排海关键环节的长期国际监测安排，并将确保中国等所有利益攸关国有效参与其中以及这些参与国的独立取样监测、实验室分析比对得以实施”，中方表示将在“有效参与IAEA框架下的长期国际监测”和“参与国的独立取样等监测活动”实施后，基于科学证据着手调整有关措施，逐步恢复“符合规准的”日本水产品进口，但未指明上述“规准”的具体定义。9月20日，外交部发言人毛宁亦在例行记者会上表示，“中方坚决反对日方擅自启动排海，这一立场没有变化”，且因现行相关国际机制的局限性，“目前对排海开展的评估和监测是不全面的，缺乏透明度和可信性”，中日双方达成共识文件“并不意味着中方立即全面恢复日本水产品进入”，逐步恢复的前提是“中方提出的要求（有效参与相关监测活动，实施独立取样并确认结果）得到充分满足”。
2024年10月，中国专家首次在福岛核废水排放口附近海域独立采集样本。2025年1月，中国官方公布对样本的检测和分析结果，称氚和铯-137、锶-90等核素活度浓度未见异常。
2024年11月秘魯APEC峰會期間，中國領導人習近平與日本首相石破茂會面，兩人同意盡快將福島核廢水排放問題達成的共識轉化為行動。
2014年12月，有消息人士称中国政府可能最早在明年上半年重启日本水产品的进口。12月24日，外交部发言人毛宁表示“在福岛核污染水排海问题上，最关键的是日方切实履行自身承诺。中方将在有效参与长期国际监测和独立取样等监测活动实施之后，基于科学证据着手调整有关措施，逐步恢复符合规准的日本水产品进口。中方反对日本福岛核污染水排海的立场没有变化”。12月25日，日本外相岩屋毅首次访华，在与外长王毅的会谈中呼吁中国尽早解除水产品进口禁令。双方同意继续就此问题开展合作，妥善落实先前达成的共识。。
2025年5月30日，日本官房长官林芳正宣布日中双方已在技术层面达成共识，日本将启动恢复水产品对华出口的相关程序。恢复出口将适用于除福岛、宫城、茨城、枥木、群马、埼玉、千叶、东京、长野、新潟10个都县以外地区的水产品。中华人民共和国海关总署此前于5月28日表示，中日双方就日本水产品安全问题进行新一轮技术交流取得实质性进展。6月29日，海关总署发布公告，自即日起恢复部分原产地为日本的水产品进口，但不包括上述10个都县生产的水产品。6月30日，外交部发言人毛宁在被问及中方恢复日本水产品进口是否意味着认可福岛核污染水排海的安全性时表示“中方反对排海的立场没有变化。正是中方的坚定立场和积极推动，对排海的国际监督得到有效加强。我们将继续会同国际社会敦促日方把一系列承诺体现在长期的实际行动中，切实管控排海风险”。

#### 其他各方
菲律賓：菲律宾总统府发言人哈里·洛克在总统府例行记者会说，日本政府应该遵守国际环境法，并承担排放福島核废水相关计划造成的损害。
 ：2023年4月6日，老撾外交部副部長通潘在與中華人民共和國駐老撾大使姜再冬就日本排放核污水問題交換看法時表示，各國都有義務高度重视环境保护工作，遇到问题时应本着合作协商的态度谨慎对待，做好可能对环境民生、特别是对邻国产生冲击的灾害处理，共同保护世界人民生命健康。老挝国立大学自然科學院核問題專家宋賽也於同日在接受媒體採訪時表示，從保護生態環境、人類健康和核安全的角度出發，日本核污水處理應遵循國際原子能機構標準，同周邊國家等利益攸關方充分協商，邀請國際專家共同對核污水進行採樣檢測，並以負責任的態度及時透明公佈結果。
 马来西亚：2023年8月27日，馬來西亞科學工藝部部長鄭立慷通過Facebook表示，針對日本政府排放核污水入海，馬來西亞政府非常關注此事，已在沙巴州海域安裝一架核輻射偵測儀器，另外也會在大馬領海增加4架輻射偵測器，檢測海域輻射。9月6日，日本首相岸田文雄在印度尼西亚出席东盟相关首脑会议时，与马来西亚总理安华·依布拉欣举行非正式会谈，岸田就ALPS处理水排海问题请求理解与合作，安华对日本的立场表示理解。
 土耳其：2023年9月8日，日本首相岸田文雄在印度新德里出席二十国集团峰会时，与土耳其总统雷杰普·塔伊普·埃尔多安举行首脑会谈。岸田阐述了日本关于ALPS处理水排放入海的立场，提到了国际原子能机构在其综合报告中的评估。埃尔多安表示，他密切关注国际原子能机构的监督及其报告，并了解日本的真诚努力。

### 表態反對

#### 香港
2023年6月8日，香港环境及生态局局长谢展寰表示，香港特区政府已成立跨部门专责小组，一旦日本排放福岛核废水，会即时采取措施，包括禁止福岛一带沿岸高风险县份的水产品进口香港，以及对其他有风险县份的水产品实施严厉进口管制。7月12日，香港特区政府公布，一旦日方开始排放福岛核废水，会即时禁止源自东京、福岛、千叶、栃木、茨城、群马、宫城、新潟、长野和埼玉10都县的水产品进口。8月22日，在日本政府宣布排放核污水后，香港行政長官李家超表示，強烈反對日本政府一意孤行向大海排放核廢水。

#### 澳門
2023年6月13日，澳门市政署管委会代主席柯岚表示，若日本启动核污染水排放入海，澳門市政署将立即扩大暂缓进口申请范围至日本9个最高风险县区。8月22日，澳門政府發表聲明稱，對日本政府排放核污水的行為表示強烈不滿。8月24日，澳門市政署正式開始實施針對日本的進口禁令。8月27日，澳門旅遊局局長文綺華在接受《華僑報》專訪時表示，會提醒澳人謹慎對待福島旅遊，並留意最新動態，調整在日本不同城市舉辦的宣傳活動，但針對日本客源市場的線上推廣活動仍會繼續。

#### 俄羅斯
2021年4月14日，俄罗斯外交部发言人玛丽亚·扎哈罗娃说，俄罗斯政府对排放福島核废水的计划表示严重关切，要求日本政府对此做出详细解释，并认为日本的解释不够充分。
2023年2月15日，俄罗斯常驻联合国副代表德米特里·丘马科夫在联合国安理会会议上表示，俄罗斯对东京计划从福岛第一核电站向海洋排水表示担忧，东京在做出这一决定时未与邻国磋商过。
3月21日，俄中两国领导人在莫斯科会谈后签署联合声明，其中写道“双方对日本计划今年向海洋排放福岛核电站事故放射性污染水表示严重关切，强调日本必须与周边邻国等利益攸关方及有关国际机构展开透明充分协商。双方敦促日本以科学、透明、安全的方式妥善处置放射性污染水，并接受国际原子能机构及利益攸关国家的长期监督，有效保护海洋环境和各国民众健康权益。”8月23日，扎哈罗娃表示，日本应向有关方提供在福岛第一核电站核污染水排海地点取样的机会。她说：“日本需要向有关国家提供所有必要信息，甚至是在排海地点采集环境样本的可能性。该核电站所属公司的运营多次被发现与其提供的信息不一致”。
塔斯社在8月23和24日的报道中，均将俄罗斯列为“尖锐批评东京计划的国家”。8月28日，扎哈罗娃在Telegram上发文，批评包括绿色和平和世界自然基金会在内的国际环保组织在日本排放核污水的问题上“像被核污水污染的鱼一样沉默”。9月份，俄羅斯聯邦動植物防檢疫署26日表示，他們已經與中國監管機構討論了一起限制日本的海產品。俄羅斯是中國最大的海產供應國之一，並正尋求增加在中國的市佔率，要求日本前來談判，並在10月16日前提供出口水產的輻射檢測資訊，包含氚的含量。
2023年10月4日，俄罗斯外交部发言人玛丽亚·扎哈罗娃於記者會表示，俄羅斯與中國反覆要求日本提出具有透明性的全面資訊，並向所有有关的國家提供有關核廢水排放的所有信息。但日本至今沒有提出適當回應，指日本未能妥善應對這些問題，亦無法保證此舉對各國不會構成威脅。並強調若日本能停止排放核廢水入海，就能立即抹除俄羅斯抱持的大部分疑慮。她補充說中國也抱持相同的觀點。

#### 其他各方
：朝鮮中央通訊社在2021年4月16日刊登評論，要求日本政府撤銷將福島核廢水排入大海的決定，並批評日本的做法「为自身的一己之私，毫不在意地威胁人类、破坏全球生态环境」；这是朝鲜官媒首次就日本核废水入海决定发表立场。2023年7月9日，朝鲜谴责国际原子能机构出具的福岛核污排海评估报告。8月24日，朝鲜外务省發言人發表談話，稱日本排放核污水是危害人類生命安全和未來的反人道犯罪行徑。8月25日，朝鲜常驻联合国代表金星在当日联合国安全理事会举行的会议演讲中称，「日本排放核污水是严重危害人类安全和生态环境的犯罪行为」。
 德国：德國聯邦环境部长施特菲·莱姆克警告说，只有在穷尽一切其他手段后，方能采取这样的“万不得已方案”；即便排海是不可避免的，也应该“慎之又慎”。她在2023年4月的G7环境部长会议上也曾要求日方：相关信息必须对周边民众公开，且应该让公众参与这一决策。8月24日，莱姆克发表声明称，作为环境部长，她对任何额外向海洋排放放射性物质的行为持高度批评态度。她表示，此类计划必须以科学为基础进行规划和实行，且过程必须透明化，当地居民必须参与决策并得到充分的信息。
 所罗门群岛：所罗门群岛总理梅纳西·索加瓦雷表示，对日本排放核污水表示严重关切，强烈反对日方排海决定，此举将对人民的海洋环境、经济和生活构成冲击。
 ：2023年8月23日，瓦努阿图副總理兼外交部長馬泰·塞里瑪雅（Matai Seremaiah）在維拉港舉行的第22屆美拉尼西亞先锋集团領導人會議上呼籲，太平洋地區需要採取強有力行動抵制日本排放核污水的行徑，除非能毫無爭議地證明核污染水的安全性。塞里瑪雅敦促日本撤回福島核污水排海決定，並認真考慮其他代替方案。
 基里巴斯：2023年9月6日，基里巴斯副总理托阿图在出席2023年太原能源低碳发展论坛开幕式并致辞时表示，基里巴斯对日本核污水排海表示严重关切和失望，虽然日本政府及其盟友保证核污水排海行动不会对海洋健康构成威胁，但是没有人能够保证这种情况会一直持续下去。

### 表態支持

#### 美國
美國國務卿安東尼·布林肯在2021年4月13日表示，美國政府支持日本政府公開、透明的制定排放核廢水決策。4月18日，美国总统气候特使约翰·克里在首尔的新闻发布会上表示，美国有信心日本政府正在与国际原子能机构进行全面磋商，而国际原子能机构已经为此建立了非常严格的程序。并指出，华盛顿将密切监视核污水的排放，以确保不会对公共健康构成威胁。克里也澄清说，由于审核程序已存有非常明确的规则和期望，美国将不会参与已经在进行中的程序。
2023年8月，國務卿安東尼·布林肯在记者会上表示，「对日本排放计划的安全性和该计划符合包括国际原子能机构标准在内的国际标准而感到满足」。8月24日，美国驻日本大使拉姆·伊曼紐爾在接受媒體採訪時稱，日本排污入海的舉措是“走在正確的道路上”，自己將在8月31日前往福島縣，參觀當地海鮮市場並品嘗福島海鮮。9月4日，伊曼紐爾与正在訪日的美國眾議院代表團一同在東京都日本橋的福島縣物產館品嘗用福島縣魚類製作的魚糕。
2023年9月7日，美国众议院议长凱文·麥卡錫批评中华人民共和国对福岛核电站排放的立场是不公平和错误的。他认为这是散布虚假信息、试图分裂的另一种方式。麦卡锡称对食称用福岛农产品毫无担心。

#### 英國
2023年8月31日，英國外交、聯邦及發展事務部發表聲明，支持日本从福岛第一核电站排放处理水。声明中表示：“英国完全支持日本政府采取这一行动。英国政府重申，英国对国际原子能机构（IAEA）的监测结果及其判断完全满意，即日本从福岛第一核电站排放处理过的水是安全的，符合国际公认的核安全标准”。声明中强调，排放的废水中的氚含量符合常规，是全球核工业的标准做法。
2023年9月，英国政府宣布，对于福岛第一核电站处理水排入海洋，全面支持日本基于科学的应对措施。

#### 其他各方
斐济：2023年8月4日，斐濟總理西蒂韋尼·蘭布卡表示自己已經看過國際原子能機構有關日本排放核污水行為的報告，並對報告結果表示滿意，稱這份報告令人放心，足以消除人們對海洋環境退化的擔憂。蘭布卡還稱願意與日本及國際原子能機構一起確保盡可能高的安全和排放標準。
 ：2023年6月13日，巴布亞新幾內亞总理詹姆斯·马拉佩发表声明，支持日本在未来三十年内将130万处理水排入太平洋的计划。声明中表示，这一决定是基于现有的科学研究，以及与日本前首相菅义伟和现任首相岸田文雄的讨论。马拉佩表示，「两位领导人都告知我，排水是按照所有国内和国际的标准进行的，符合人类健康和环境健康的最高安全规定」。
 帛琉：2023年6月14日，帕劳总统萨兰格尔·惠普斯参观福岛第一核电站后，宣布支持日本将处理水排放入海的计划，他表示「这实际上是一个信任问题。受影响最大的是他们自己的人民。因此，他们必须确保他们的人民能够接受。如果他们的人民可以接受，我们所有人也应该可以接受」。
 新西兰：新西兰外交部长娜奈娅·马胡塔于2023年7月10日会见了国际原子能机构（IAEA）总干事格罗西，表示对国际原子能机构关于东京电力公司福岛第一核电站处理水排放的报告充满信心。
 ：澳大利亚政府于2023年7月14日对国际原子能机构（IAEA）关于日本受海啸袭击的福岛核电站处理水排放的最终报告表示欢迎。澳大利亚外交部在一份声明中说，澳大利亚辐射防护与核安全局（ARPANSA）已经审查了该报告，并支持国际原子能机构的结论。8月24日，澳大利亚政府表示，对日本决定释放经过处理水的进程充满信心，澳大利亚支持国际原子能机构在管理排放计划中发挥的关键作用，对原子能机构独立、公正和以科学为基础的技术建议充满信心。
 法國：2023年8月22日，法国外交部就日本政府决定于8月24日开始从东京电力公司福岛第一核电站排放核处理水表态，表示欢迎原子能机构7月发表的报告，重申了对国际原子能机构的见解表示支持的立场。随后强调，将继续支持国际原子能机构的监测活动。
 庫克群島：库克群岛总理马克·布朗与一些太平洋岛国领导人、日本首相和国际原子能机构总干事格罗西磋商后，在一份声明中表示「我相信排放符合国际安全标准，并欢迎国际原子能机构上个月在福岛第一核电站内的东京电力厂址设立办事处，我得到了岸田首相的保证，日本将继续确保国际原子能机构能够继续监测和评估与排放水相关的现场活动，以确保在排放开始之日起及其以后仍然符合国际原子能机构制定的安全标准」。2023年9月7日，日本首相岸田文雄在印度尼西亚出席东盟相关首脑会议时，与布朗举行非正式会谈，布朗表示支持日本在ALPS处理水方面所做的努力，并将继续与岸田首相密切合作。
 阿根廷：2023年8月29日，阿根廷外交部长圣地亚哥·卡菲罗与日本首相岸田文雄會面。席間岸田文雄談及福島第一核電站核廢水排放問題，據日本外務省消息稱，卡菲罗“對日本的努力表示理解和支持”。
 沙烏地阿拉伯：2023年9月7日，日本外務大臣林芳正在利雅得與沙特阿拉伯外交大臣法爾漢親王舉行外交會議。法爾漢親王在會議上表示，沙特阿拉伯對福島第一核電站污水排海信任。林芳正對此回應稱，將向具有一定收入水平的沙特國民發放三年內多次進入日本的簽證。
 约旦：2023年9月3日，日本外務大臣林芳正在访问约旦期间，与约旦副首相兼外交与侨民大臣埃伊曼·萨法迪举行了第四次日本-约旦外长战略对话。林芳正向其解释了日本关于ALPS处理水排放入海的立场，提到了国际原子能机构在其综合报告中的评估。萨法迪表示，他对日本遵守国际标准充满信心。
 埃及：2023年9月3日，日本外務大臣林芳正在访问埃及期间，与埃及外交部长萨迈赫·舒凯里举行会谈。林芳正向舒凯里部长解释了日本关于ALPS处理水排放入海的立场，提到了国际原子能机构在其综合报告中的评估。舒凯里对日本的立场表示理解，并对日本的行动表示信任。
 印度尼西亞：2023年9月7日，日本首相岸田文雄在印度尼西亚出席东盟相关首脑会议时，与印度尼西亚总统佐科·维多多举行首脑会谈。岸田阐述了日本关于ALPS处理水排放入海的立场，佐科表示理解。
 荷蘭：2023年9月9日，日本首相岸田文雄在印度新德里出席二十国集团峰会时，与荷兰王国首相兼总务大臣马克·吕特举行会谈。岸田首相表示，国际原子能机构在其综合报告中认为，福岛第一核电站ALPS处理水排入大海对人类和环境的辐射影响微乎其微，他将继续以科学证据为基础，以高度透明的方式向国际社会认真解释这一点。吕特表示完全支持日本的做法。
 摩洛哥：2023年9月5日，日本外務大臣林芳正与摩洛哥外交、非洲合作与海外侨民部大臣纳赛尔·布里达举行外长会晤。林芳正向布里达解释了日本关于ALPS处理水排放入海的立场，提到了国际原子能机构在其综合报告中的评估。布里达表示对日本采取的措施有信心。
 突尼西亞：2023年9月5日，日本外務大臣林芳正与突尼斯外交、移民和侨民部长纳比勒·阿马尔举行外长会晤。林芳正向阿马尔解释了日本关于ALPS处理水排放入海的立场，提到了国际原子能机构在其综合报告中的评估。阿马尔表达了他对日本立场的理解。
 科威特：2023年9月7日，正在沙特阿拉伯参加日本-海合会外长会议等会议的日本外务大臣林芳正与科威特外交大臣萨利姆·阿卜杜拉·穆罕默德·萨巴赫进行会谈。林芳正向萨利姆解释了日本关于ALPS处理水排放入海的立场，提到了国际原子能机构在其综合报告中的评估。萨利姆表示，他对日本遵守国际标准充满信心。
 阿曼：2023年9月5日，正在沙特阿拉伯参加日本-海合会外长会议等会议的日本外务大臣林芳正与阿曼外交部长巴德尔·本·哈马德·本·哈姆德·布赛义迪进行会谈。林芳正向巴德尔解释了日本关于ALPS处理水排放入海的立场，提到了国际原子能机构在其综合报告中的评估。巴德尔表示，他对日本遵守国际标准充满信心。
 巴林：2023年9月7日，正在沙特阿拉伯参加日本-海合会外长会议等会议的日本外务大臣林芳正与巴林外交部长阿卜杜拉蒂夫·本·拉希德·扎亚尼进行会谈。林芳正向扎亚尼解释了日本关于ALPS处理水排放入海的立场，提到了国际原子能机构在其综合报告中的评估。扎亚尼表示，他对日本遵守国际标准充满信心。
 蒙古国：2023年9月21日，日本首相岸田文雄與蒙古總統烏赫那·呼日勒蘇赫在美國紐約舉行會談，呼日勒蘇赫在會談中表態支持日本在排放核污水事件中的立場。

## 民间反应

### 韩国
2023年5月15日，韩国共同民主党党首李在明表示，「如果福岛核污染水果真如日本政府宣称那樣经处理后安全到可饮用的程度，那麼日本应自行饮用」。5月29日，多名韓國共同民主黨國會議員在光化門廣場前抗議日本核污染水排海計劃。共同民主黨主导的反对核污水排海的签名活动已有10万人以上人士参与。6月23日，数百名渔民以及市民团体代表等在莞岛郡举行集会，抗议日本將核污染水排入大海。集会开始后，当地200多艘渔船一同出海举行海上示威。6月26日上午，為抗议日本政府计划将福岛核污染水排放入海，共同民主党籍韓國國會议员禹元植宣布开始绝食。韓國6月的日本魚貝類進口量縮水三成以上，連續3個月下滑。7月9日，共同民主黨代表在韓國首爾會見到訪的國際原子能機構總幹事格羅西時，表示對國際原子能機構關於日本核污染水排海得出所謂「符合國際安全標準」的結論深表遺憾，認為該機構得出結論是有問題的。7月10日，共同民主党的国会议员来到日本，他们在东京的首相官邸、国会和原子能规制委员会建筑前相继举行集会，要求立即撤回排放计划。7月28日，李在明通过日本驻韩国大使馆向日本首相岸田文雄转交信函，要求日本政府暂停福岛核污染水排海计划。8月17日，韩国四個在野党共同民主党、正义党、基本收入党、进步党以及市民团体、宗教界向联合国人权理事会提交了请愿书控訴日本核污染水排海侵犯邻国人权。8月24日，一群韩国学生闯入日本驻韩大使馆所在大楼举行抗议福岛核污水排海的不满，随后被警方逮捕。8月26日至27日，韓國首爾、釜山、光州等地舉行譴責日本排放核污水的遊行集會，其中在首爾光化門廣場舉行的集會共有約5萬人參加，共同民主黨、正義黨、基本所得黨、進步黨等在野黨也參加在首爾的集會。8月28日，共同民主黨議員代表李素英（이소영）提請《食品衛生法修訂案》，希望繼續保持針對福島縣農產品和水產品的進口禁止措施。8月29日，一千多人在日本驻济州总领事馆前举行大规模抗議日本排放核污染水的集会。
韓國前總統文在寅在Facebook發文表態，反對日本排放核污染水，批評韓國政府在相關問題上的應對措施。韓國藝人金倫我在Instagram發文批評道“我開始想什麼是地獄”，並附上一張寫有“RIP地球”字樣的黑底圖片。
南韓媒体“公民媒体进一步探索”（시민언론 더탐사）于6月21日引述“匿名人士”爆料称，日本政府私下提供約100萬歐元給國際原子能機構，提前獲得國際原子能機構福島核污染水處置技術工作組最終評估報告草案，並提出修改意見。這一說法遭到日本政府和韓國政府的否認。
執政黨國民力量則指責中華人民共和國朝鮮族團體和在韓中華人民共和國留學生散播「福島污染水鬼故事」，以達到干預韓國2024年大選的目的。有韓國官員更認為，朝鮮族中存在著民主黨和忠於中國共產黨的堅定支持者，認為中華人民共和國干預明年大選可以被視為既成事實。國民力量還批判共同民主黨等在野黨的遊行示威是“煽動反日”、威脅漁業從業者和水產養殖戶的行為，更有消息认为朝鮮對韓工作組織和韓國地下組織一同在日本正式排放核污水之前策動學生闖入日本駐韓國大使館的活動。2023年8月29日，韓國總統辦公室發言人李度運宣稱，隨著具體且經證實的核污水數據不斷出爐，“假新聞”和“謠言”減少許多，有關“政治攻擊”似乎失去影響力，相反有很多國民和企業為幫助因“假新聞”和“謠言”遭受損失的漁民正積極增加水產品消費。李度運稱，“科學的力量發揮了作用，韓國社會的集體智慧似乎正在顯現”。
大韓商工會議所於2023年8月28日表示，為擴大中小工商業者銷路，正在推進讓水產品銷售企業入駐與中小風險企業部一起運營的“中小企業福利平台”方案，計劃通過水協中央會，給接到要求的水產品銷售企業提供入駐平台的集會，並將以會員公司為對象，開展鼓勵使用國產水產品作為中秋禮物的宣傳活動。韓國貿易協會也和韓國海洋水產部一起開展刺激水產品消費的活動。
2024年4月24日，韩国环境运动联合会表示，自從福岛核电站核污染水排海开启以來，从福岛部分水产品中检测出的放射性物质铯137的含量有所增加。

### 中國大陸

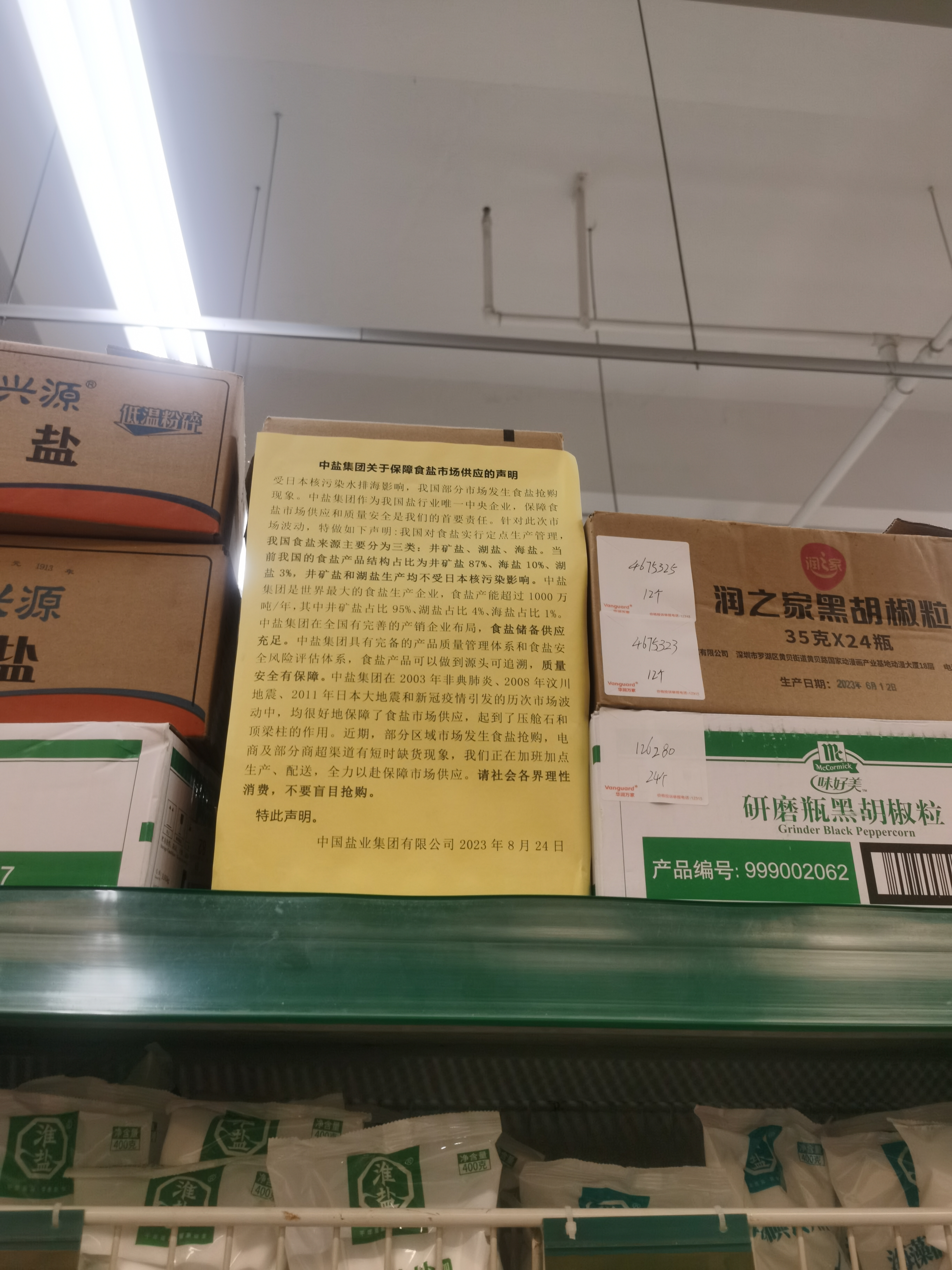
中国盐业集团针对食盐抢购事件发表的声明

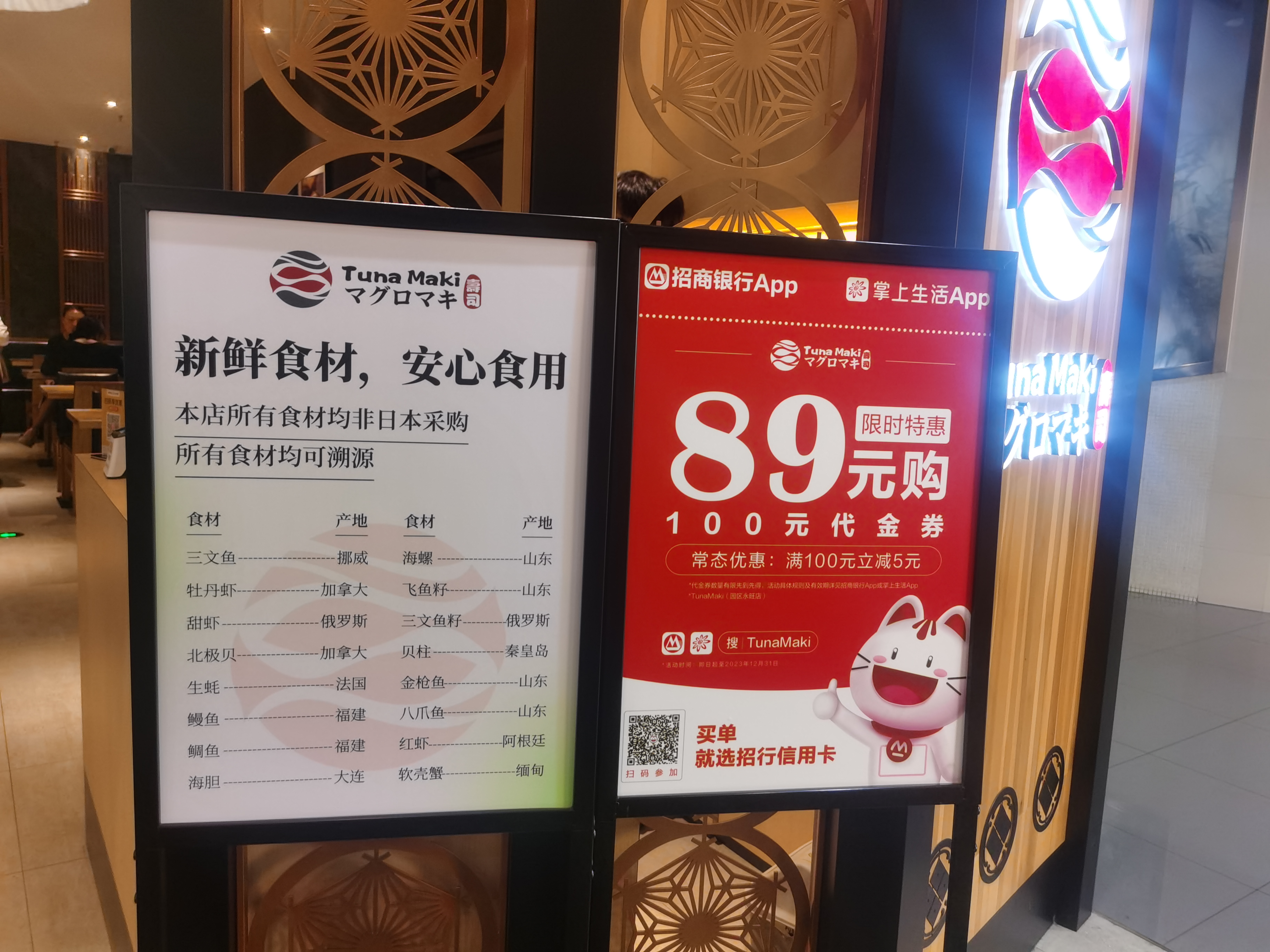
江苏省苏州市一家日本料理餐厅门口的告示牌，显示该店所有食材未从日本采购

在日本啟動排海的同時，中國大陸反日情緒升溫，多地餐饮行业协会宣布抵制、停用来自日本的海鲜产品。多家寿司品牌表态已经下架与日本进口水产品相关的菜品，或宣称所用原材料来自日本以外。一部分大面积使用日本进口水产品的高端日式餐厅受到冲击，更多的日式餐厅则忙于更换菜单、强调食品产地。8月24日，在海关总署宣布暂停进口日本水产品之后，上海的日式餐厅出现客流量大增的现象，许多食客因担忧未来可能出现的食品安全问题而纷纷选择吃鲑鱼和鲔鱼刺身。中國新聞網記者發現已有消费者将购买的日本化妆品退货。《羊城晚报》记者表示虽然多个日本化妆品从业者表示产品符合中华人民共和国相关标准，但是部分消费者仍然选择暂不消费日本化妆品。
此次风波也影响中国大陆的日本旅行团。事件前，中华人民共和国文化和旅游部于8月10日公布的第三批恢復出境团队旅游的国家名单中涉及日本。4天后，东京羽田机场迎接2019冠状病毒病疫情后来自北京的第一个陆客团。但随着日本啟動核废水排海，日本旅行团已开始出现退团潮。許多原定赴日的遊客紛紛取消行程，多家在線旅遊平台將赴日旅遊行程放在不顯眼位置。一些旅游企业表示，在接下来的营销活动中，尤其是十一假期的旅游路线推广计划会做出调整，暂时不再推广日本游。对此，日本航司全日空首席执行官柴田浩二表示，福岛核污水排海不会影响中国大陸赴日游客数量，全日空正密切关注游客数量变化，但到目前为止“没有重大影响”。
2023年8月24日下午日本启动福岛核污染水排海後，中国大陸沿海部分地区居民出现抢购食用盐现象。有专家表示，中国大陸生产食盐大部分来源于井矿，生产安全，盐储备充足，因此没有必要「囤盐」。而碘盐中的碘、碘化钾含量不高，均不具有备防辐射作用。中盐集团对此发表声明表示，井矿盐和湖盐生产均不受日本核污染影响，且呼吁社会各界理性消费，不要盲目抢购。陝西西安一商家被指制造抢盐恐慌而被處罰。
核辐射检测笔、核辐射检测仪銷售量也大幅增加。有媒體報道購買檢測儀人士擔心輻射污染，搶購輻射檢測儀檢測自家周遭環境輻射量，發現自家室內輻射值超標，懷疑輻射量來源於建材。
8月26日，日本国驻中华人民共和国大使馆在新浪微博发文表示，日本国内相继有不相关的民众和团体收到来自中国大陸的骚扰电话，使馆要求中华人民共和国政府依法严肃处理；该微博贴文旋即被数千则负评洗版。日本国驻中华人民共和国大使馆用地内被人投掷砖块。日本強調這些行為涉及犯罪，駐中華人民共和國大使館要求中華人民共和國政府對此作出“嚴肅處理”，中华人民共和国驻日本国大使吴江浩称中华人民共和国驻日本国大使馆遭到日方骚扰电话，要求日方保障中华人民共和国驻日本国使领馆、馆舍以及驻日企业、来日游客的人身安全。
有媒體報導江苏苏州和山东青岛均有民眾向日本人学校投掷鸡蛋或石子的行为，社交平台上一些呼籲科學看待核處理水排放計劃的文章短暫出現後被刪除，大量福島當地的餐廳、連公市所、醫院等與核廢水排放無關的的民生和醫療機構接到大量來自中國大陸（+86）的中文辱罵和騷擾電話，日本警察廳接獲大量報案，《全日本新聞網》（ANNnews）報導於江戶川區綜合文化中心直擊收到至少200多起顯示國際區碼「86」的越洋騷擾電話，且回撥其中一通電話時收到自稱住在廣東的16歲女學生說：「我們就是故意的，整個中國社群都會這樣，很正常」，影響相關機構的正常營運。部分自媒体通过编造日系车在排放核污染水后被砸的谣言吸引眼球。
一些中国大陸渔民直播间遭到网络暴力，评论区出现了如“不能吃不能吃不能吃”“变异鱼”“吃了会得癌”“你们快转行吧”等评论，主播也因不断刷屏的恶评而感到无奈，也有一些渔民表示日本排放核污水的举措断送了自己的职业生涯。
上海多個區的市場監管部門重點檢查涉及進口日本食品的商超、餐飲服務單位。广东广州市疾病预防控制中心表示會主动开展应急监测，持续关注广州市售海产品人工放射性污染的状况。辽宁大连圣亚海洋世界张贴“招聘启事”称为「保护海洋动物免于灾难」，自2023年8月24日起无条件收容海洋动物，并为海豚、海豹、白鲸等提供优质待遇。浙南放射医学与核技术应用研究院紧急成立东海海洋放射性监测专班，计划对东海浙江温州海域开展每两月一次的采样监测。有浙江台州企業因售賣埼玉縣生產的龍角散草本潤喉糖並在無加貼中文標籤的情況下對外銷售而被罰款1.7萬元人民幣。
全國政協委員周小平在其微信公眾號發文稱，已向中国人民政治协商会议全国委员会发送提案，将“福島”的名稱修改為“輻島”，並在日本政府停止排放核污染水之前暫停公民赴日旅遊團體行和自由行。
9月2日至9月6日，2023年中国国际服务贸易交易会在北京举行。因福岛核污水排放问题，在日本展台参观的部分顾客表示其不安。一名中国大陸参观者在接受AbemaTV采访时表示，因为有关核污水的信息太多无法分辨，所以对日本产品还是会有所忌惮。尽管如此，在日本化妆品和日本酒类试用展台上仍然驻足许多中国大陸参观者。
2024年5月，中国食品公司香飘飘食品旗下的蜜谷果汁茶在日本贩售的杯套上印有嘲讽日本核废水标语，引发网络热议。受此影响，香飘飘股价于5月6日、7日出现涨停。然而此次事件出现了质疑炒作摆拍的声音，胡锡进评论称“涉嫌出于商业利益欺骗国内消费者，严重有违商业道德”。而香飘飘股价于8日出现下跌。

#### 参与国际原子能机构评估的中国大陸专家的意见
据参与此次国际原子能机构评估技术工作组的中国大陸专家、中国原子能科学研究院刘森林研究员介绍，这份报告虽然发布前国际原子能机构秘书处曾就报告草案征求技术工作组专家意见，但留给专家的时间窗口非常有限，而且专家意见仅供参考，是否采纳由秘书处决定。秘书处收到反馈意见后，也未再次与各方专家就报告修改及意见采纳情况进行讨论达成协商一致，就仓促发布了该报告。国际原子能机构的评估局限于日方经处理后核污染水的排海方案、日本政府的监管程序和监管活动以及东京电力公司对方案的实施是否符合国际原子能机构安全标准，并不包括排海以外的其他可能处置方案，也不包括核污染水净化装置的有效性和长期可靠性。此外，国际原子能机构的评估属于国际同行评估性质，主要基于日方提供的数据和资料作出评估并提出意见。

### 香港
8月22日，工联会到日本駐香港總領事館抗议日本政府倾倒核废水，并向领事馆代表递交抗议信。
8月24日，在日本启动福岛核电站核污染水排海后，香港各界人士均表示反对、强烈谴责日方决定，形容这是不负责任、极不道德的错误行为，并支持中央政府和特区政府为保护食品安全和民众健康所采取的各项反制措施。
受到事件影响，香港日式餐厅大部分所用食材已改由其他地方采购，但无法找到相同数量及质量的代替品。因此，市民可能会因为在短期内对进食日本食物产生心理阴影，而对相关餐厅的生意造成影响。香港餐饮联业协会会董陈强表示，自日本公布有关消息开始，旗下集团的餐厅生意已下跌三至四成，预计未来生意将大跌近七成。陈强说，每晚光顾的客人数目只有一两台，预计未来一星期生意只会继续下跌，暂时不会有好转。

### 澳門
在日本政府傾倒核污水事件發生後，不少澳門居民表示近期會暫停食用日本菜，也會減少前往日本旅行的頻次，雖然仍然會購買日本製產品，但是也會留意生產地和生產日期。有專門售賣日本食品的店主表示，已經提前做好部署，轉型為全球貨品商店。有旅行社反映，事件後收到零星退出日本旅行團的申請，但也有居民報名參加，需要觀望一段時間才能知悉居民遊日意願是否下降，從業者也謹慎觀望，爭取拓展業務至中國內地及東南亞。
澳門漁民互助會理事長陳明金表示，澳門漁民團體對日本政府漠視生命健康的排污行為堅決反對，並將積極配合澳門政府做好有關應對工作，同時也擔憂核污水對人類健康、海洋環境造成永久危害並且影響自身生計，希望澳門政府能夠就有關情況對漁民生計造成的影響加強安全和評估，並能提供適切的支援。立法會議員梁孫旭表示，澳門政府應關注走私食品問題，呼籲當局加大走私食品打擊力度以及使用走私食品的處罰力度。

### 台灣
2023年8月26日，驻日代表謝長廷在脸书上发文表示，世人對放射性的議題有些敏感，其實微量的放射性元素反而對身體有益，例如北投溫泉、日本玉川溫泉，因為兩地溫泉都有一種特別的北投石，含有微量鐳，研究對健康有益。

### 美国
至少70个美国民间团体谴责日本废水排放计划，17个各国民间组织在柏林举行抗议。
美国绿党发表声明，反对日本的核污染水排海计划。

### 斐濟
斐济民間團體人权联盟（On Human Rights）向斐济政府呼吁，应当采取行动，阻止日本排放核污水。8月25日，人权联盟举行针对日本核污水排放行为的抗议游行。
斐濟民間團體人權和反歧視委員會（The Human Rights and Anti- Discrimination Commission）呼籲應當享有清潔、健康和可持續的環境權，該組織主席夏爾馬（Pravesh Sharma）表示這與包括生命權、健康權、食物主權、水體主權、衛生權利等人類基本權益有關。

### 其他各方
2023年8月22日，菲律宾全国小渔民组织联合会副主席阿兰布罗称，东亚农民和渔民已经多次表达对核污水排海后造成环境影响的担忧，日本政府必须听取邻国日益强烈的呼声，联合会和各国民众一起反对核污水排海可能引发的环境灾难。8月26日，菲律宾渔民组织、环保组织成员聚集在日本驻菲律宾大使馆前举行抗议日本核污水排海的示威。
2023年8月26日，新西蘭抗議者在奧克蘭舉行集會，抗議新西蘭政府對日本核污水排入海洋一事保持沉默。
2023年8月27日，马来西亚雪兰莪州士毛月有近万名民众组织集会，抗议日本核污水排入大海。

## 科学界反应

### 表态反对
美国国家海洋实验室协会反对此计划，表示“缺乏充分和准确的科学数据来支持日本的安全主张”，并“敦促日本政府放弃其向太平洋排放放射性污染水的计划，避免开此先例；并与更广泛的科学界合作，来寻求其他处理方法，以保护海洋生物、人类健康，以及那些依赖具有生态、经济和文化价值的海洋资源的社区”。
美国明德大学蒙特雷国际研究学院的费伦茨·达尔诺基-韦雷斯（Ferenc Dalnoki-Veress）表示，东京电力仅从四分之一的水箱中分析了少量水，仅测量了氚和有限数量的其他放射性核素的浓度。
美国伍兹霍尔海洋研究所的高级科学家肯·布塞勒（Ken Buesseler）表示，氚可能是水中“危险性最小”的放射性核素；而一些较重的核素（如鈷-60、铯和鍶同位素）比氚更容易与海底沉积物结合，最终进入食物链。
德国绿色和平组织的核专家肖恩·伯尼（Shaun Burnie）长期以来一直质疑ALPS技术的有效性。在东京电力表示其处理的72%的水需要进行二次处理后，他将ALPS技术描述为“失败”。
美国生物科學教授蒂莫西·穆索（Timothy Mousseau）表示，日本的核污水排放行為可能導致動物發生突變。
英國阿爾斯特大學客座教授克里斯托弗·巴茲比认为，日本当局以“辐射量低”“吸收劑量低”為排放核污水的理由是“不科學、不誠實”的，這也是釀成與核輻射有關的多件重大公共衛生事件的根源。
美国環境監測組織Safecast首席研究員阿茲比·布朗在《紐約時報》刊文指出，日本政府持續忽視公眾意見，沒有認真評估替代方案，也拒絕當地居民、社會團體、技術專家和其他國家參與決策，這為解決核燃料洩漏問題開了一個糟糕的先例。

### 表态支持
俄罗斯科学院副院长斯捷潘·卡爾梅科夫（Степан Калмыков）接受塔斯社採訪時稱，如果福島第一核電站的核廢水含有同位素的官方數據可信，那麼這些水不會對人體健康產生任何危險，因為根據日本方面提供的數據，排放的水不含有銫或锶等有害健康的放射性元素，並且這些核廢水會被海洋稀釋到絕對微不足道的濃度。不过，卡爾梅科夫也表示，日本官方数据是否真实可靠的问题令人担忧，国际上对这些解决方案的具体内容仍然缺乏专业知识。
英國樸茨茅斯大學環境科學教授吉姆·史密斯（Jim Smith）於2023年8月10日接受《聯合早報》“世界大解說”欄目訪問時說，氚化水化學性質與普通水相似，一般不會產生生物放大作用。

## 對日本食品的進口限制
| 国家/地区                                                          | 食品种类 | 产地                                                                                 | 限制措施                                 | 最后更新日期  | 来源    |
| ------------------------------------------------------------------ | --- | ------------------------------------------------------------------------------------ | ---------------------------------------- | ------------- | ------- |
| 中国大陆                                                           | 水产品 | 除福岛县、群马县、栃木县、茨城县、宫城县、新潟县、长野县、埼玉县、东京都、千叶县以外 | 卫生证书 放射性物质检测合格证明 产区证明 | 2025年6月29日 | [ 132 ] |
| 中国大陆                                                           | 所有的食品、饲料                                                                                               | 福島縣、宮城縣、茨城縣、栃木縣、群馬縣、埼玉縣、千葉縣、東京都、長野縣               | 停止进口                                 | 2011年        | [ 283 ] |
| 中国大陆                                                           | 大米 | 新潟縣                                                                               | 原产地证书                               | 2018年11月    | [ 284 ] |
| 中国大陆                                                           | 大米以外的食品、饲料                                                                                           | 新潟縣                                                                               | 停止进口                                 | 2011年        | [ 283 ] |
| 中国大陆                                                           | 蔬菜及其产品、奶及乳制品、茶叶及其产品、水果及其产品、药用植物产品                                             | 除福島縣、宮城縣、茨城縣、栃木縣、群馬縣、埼玉縣、千葉縣、東京都、長野縣以外         | 放射性物质检测证书 原产地证书            | 2011年        | [ 283 ] |
| 中国大陆                                                           | 其他食品、饲料                                                                                                 | 除福島縣、宮城縣、茨城縣、栃木縣、群馬縣、埼玉縣、千葉縣、東京都、長野縣以外         | 原产地证书                               | 2011年        | [ 283 ] |
| 香港                                                               | 水产品、海鹽、海藻（含加工品）                                                                                 | 福島縣、宮城縣、茨城縣、栃木縣、群馬縣、埼玉縣、千葉縣、東京都、長野縣               | 停止进口                                 | 2023年8月24日 | [ 285 ] |
| 香港                                                               | 蔬菜、水果、奶、奶类饮品、奶粉                                                                                 | 福島縣                                                                               | 停止进口                                 | 未知          | [ 285 ] |
| 香港                                                               | 蔬菜、水果、奶、奶类饮品、奶粉                                                                                 | 茨城縣、栃木縣、群馬縣、千葉縣                                                       | 出口商证明书 辐射证明书                  | 未知          | [ 285 ] |
| 香港                                                               | 冷冻或冷藏野味、肉类和家禽及禽蛋                                                                               | 福島縣、茨城縣、栃木縣、群馬縣、千葉縣                                               | 辐射证明书                               | 未知          | [ 285 ] |
| 澳門                                                               | 鮮活食品、動物源性食品、海鹽及海藻（包括蔬菜、水果、奶及奶制品、水產及水產製品、肉類及其製品、禽蛋等）         | 福島縣、宮城縣、茨城縣、栃木縣、群馬縣、埼玉縣、千葉縣、東京都、長野縣               | 停止进口                                 | 2023年8月24日 | [ 32 ]  |
|                                                                    | 水产品 | 青森縣、岩手縣、宮城縣、福島縣、茨城縣、栃木縣、群馬縣、千葉縣                       | 停止进口                                 | 未知          | [ 286 ] |
| 北海道、東京都、神奈川縣、愛知縣、三重縣、愛媛縣、熊本縣、鹿儿島縣 | 水产品 | 放射性物质检测证书                                                                   |                                          | 未知          | [ 286 ] |
| 日本国内采取限制出货措施的品种 （包括已经解除限制的品种）          | 日本国内采取限制出货措施的地域                                                                                 | 停止进口                                                                             |                                          | 未知          | [ 286 ] |
| 2011年3月11日前生产和加工的食品                                    | 日本全境 | 生产日期证明                                                                         |                                          | 未知          | [ 286 ] |
| 除水产品和停止进口物品以外的食品                                   | 宫城縣、山形縣、福岛縣、茨城縣、栃木縣、群马縣、埼玉縣、千叶縣、东京都、神奈川縣、新潟縣、长野縣、静冈縣       | 放射性物质检测证书                                                                   |                                          | 未知          | [ 286 ] |
| 鱼饲料和鱼粉                                                       | 北海道、青森縣、岩手縣、宮城縣、千葉縣、東京縣、神奈川縣、愛知縣、三重縣、愛媛縣、熊本縣、鹿儿島縣             | 放射性物质检测证书                                                                   |                                          | 未知          | [ 286 ] |
| 其他饲料                                                           | 青森縣、岩手縣、宮城縣、埼玉縣、千葉縣、神奈川縣、山梨縣、長野縣、静岡縣                                       | 放射性物质检测证书                                                                   |                                          | 未知          | [ 286 ] |
| 所有食品                                                           | 除宫城縣、山形縣、福岛縣、茨城縣、栃木縣、群马縣、埼玉縣、千叶縣、东京都、神奈川縣、新潟縣、长野縣、静冈縣以外 | 放射性物质检测证书                                                                   |                                          | 未知          | [ 286 ] |

### 撤銷或减弱進口限制
2021年9月，美国全面撤销日本食品进口限制。
2023年7月13日，欧盟宣布于8月完全取消日本产食品进口限制。并表示基于科学和确凿的证据，以及国际原子能机构评价的基础上做出了这项决断。
2023年6月，英国取消对福岛产等日本食品的进口限制。
2023年8月，瑞士將於15日取消福島產食品的限制。
2022年2月8日，台灣宣布开放日本福岛等五县食品进口。行政院长苏贞昌表示，台湾要加入CPTPP等国际贸易体系，不该再用毫无科学根据的作法来歧视任何国家，包括日本食品。驻日代表谢长廷也透过脸书表示，放宽日本五县食品输入是对日本和国际社会传达了清楚且明确的讯息，就是台湾愿意废除贸易障碍，遵守高标准的自由贸易要求。2023年6月5日，下届总统热门人选柯文哲称“日本人能吃沒理由台灣人不能吃”。
2021年5月28日起，新加坡取消福島進口食品的檢測要求。新加坡食品局認為，包括輻射在內的監測結果令人滿意，來自日本的食品是安全的。新加坡食品安全局未在从日本进口到新加坡的食品中检测到任何放射性物质。
2024年9月，中国宣布将逐步恢复符合规准的日本水产品进口。

### 設置或加強進口限制
2023年7月5日，中華人民共和國外交部發言人汪文斌5日表示，中華人民共和國政府有關部門將加強海洋環境監測，強化海產品等進口的檢驗檢疫。7月7日，在確認下月將開始排放後，中國大陸正式宣布反應措施，海关总署进出口食品安全局负责人表示，中华人民共和国海关即日起對日本食品實行进口管制，這主要針對的是福岛等十个县（都）食品，特别是水产品（含食用水生动物）等将被要求审核随附证明文件，而来自日本其他地区的食品則可以申請核准流程。此外，官方还强调要强化廠商與來源配合监管，严格实施100%查验，持续加强对放射性物质的检测监测力度，确保日本输华食品安全，严防存在风险的产品输入。對此日方呼吁中华人民共和国取消对日食品进口限制，但被中华人民共和国拒絕。8月24日，生态环境部相关负责人表示，生态环境部将持续加强有关监测工作，切实维护中华人民共和国国家利益和人民健康，同日海关总署宣布自2023年8月24日（含）起全面暂停进口原产地为日本的水产品（含食用水生动物）。
澳門特區政府宣佈，從2023年8月24日起禁止進口源自福島縣、千葉縣、栃木县、茨城縣、群馬縣、宮城縣、新潟縣、長野縣、埼玉縣及東京都共十個都縣區的鮮活食品、動物源性食品、海鹽及海藻，包括蔬菜、水果、奶及奶制品、水產及水產製品、肉類及其製品、禽蛋等，並自當日起每日公佈輻射檢測數據。
2023年8月22日，香港特區政府宣佈，從8月24日開始禁止日本東京都、福島縣等十個都縣的所有水產品進口至香港。食环署辖下的食物安全中心加大对日本进口食品的检测力度。渔护署加强本地水产品辐射水平的监测工作，香港天文台加强香港水域海水样本的辐射监测工作。
2023年9月26日，俄羅斯聯邦獸醫和植物衛生監督局稱，將與日方談判，考慮加入中國對日本海產品的進口限制。

### 加强监测
韩国自2013年起就禁止进口来自日本福岛县、茨城县、千叶县等邻近县区所有水产品，并且之后也没有打算解除对福岛食品的禁令。韓國海洋水產部就日本政府決定排放核廢水一事表示，將針對韓國東部、南部海域和濟州道沿海等13個主要海域的放射性物質監測次數從原先的4次增至6次，並每年對在國內養殖的40種海鮮進行2000次以上的放射性檢測，計劃2021年將檢測次數增至3000次以上，同時計劃在2023年以前，加大對水產品原產地虛報行為的處罰力度，並完善原產地管理系統，繼續對從中、日等地進口海鮮產品進行管理。
2023年8月24日，俄羅斯聯邦獸醫和植物衛生監督局發表聲明，對從日本進口的魚類和海鮮的放射性參數加強監管，若檢測到過量的放射性物質，則將對來自日本的此類貨物供應採取限制性措施。
2018年3月，泰国完全撤销日本福岛水产品进口限制，系全球首例。2023年8月26日，泰国食品药品监管局副秘书长表示，泰国渔业厅、食药监局、和平利用核能办公室、国家核技术研究所等相关机构召开紧急会议，决定对日本进口海产品加强安全监管措施，抽查样本量增加一倍。泰国食品药品监管局网站表示自2023年8月24日排入海，但处理后的水中放射性物质含量符合日本排放监管、世界卫生组织推荐的饮用水标准，以及国际原子能机构的批准。泰国食品药品监管局网页表示请消费者相信国外进口农产品和水产品的检验系统。同时，农业部的检测从没发现不合符标准日本水产品。
日本正式開始排放核污水後，馬來西亞尚未就限制日本水產進口做出任何決定。馬來西亞農業及糧食安全部部長末沙布表示衛生部與環境專家正在研究此事，在發表任何立場之前，需先研究上述風險。馬來西亞衛生部自2023年8月24日起對日本進口的高風險食品進行第4級檢查，藉以分析放射性物質含量。